# Deniz Koyu
Deniz Akçakoyunlu, plus connu sous le nom Deniz Koyu, est un DJ allemand d'origine turque, né le 29 avril 1985 à Bochum, en Rhénanie-du-Nord-Westphalie.
D'abord spécialisé dans la pop et l'indie pop, il changea complètement de style pour se rapprocher de sonorités plus electro et progressive.
Soutenu par de nombreux artistes mondialement connus tels que Avicii, la Swedish House Mafia, Tiesto, ou encore Fedde Le Grand, il fut nommé en 2012 artiste à surveiller par MTV.

## Discographie

### Singles
- 2016 : "Aviators" (Lift Vocal Mix ft. Don Palm) Protocol Recordings
- 2015 : 'Never Alone" (avec Thomas Gold) Protocol Recordings
- 2015 : "The Way Out" (feat. Amba Sheperd) Protocol Recordings
- 2015 : "Sonic" [Spinnin']
- 2015 : "Lift" (avec Don Palm) Protocol Recordings
- 2014 : "To The Sun" Axtone
- 2014 : "Ruby" Axtone
- 2013 : "Halo" (avec Dirty South)
- 2013 : "Rage" Refune Records
- 2012 : "Bong" Refune Records
- 2012 : "Follow You" (feat.Wynter Gordon)
- 2012 : "Turn It" (avec Fedde Le Grand & Johan Wedel)
- 2011 : "Tung!"
- 2011 : "Hertz"
- 2011 : "Hydra"
- 2011 : "Milton & The Nodheads"
- 2011 : "Lose Control" (feat. Jason Caesar)
- 2010 : "Time of Our Lives" (feat. Shena)
- 2010 : "Magnitude"
- 2010 : "Grunge"
- 2010 : "What We Are"
- 2009 : "The Young Ones"
- 2009 : "Feel This" (feat. Martin Sola)
- 2007 : "Taste Me"

### Remixes
- Nick Martin - "Red Lion" (Deniz Koyu Edit)
- Pep & Rash – "Rumors" (Deniz Koyu Remix)
- Eddie Thoneick – "Solar" (Deniz Koyu Remix)
- Röyksopp & Robyn – "Do It Again" (Deniz Koyu Remix)
- Krewella – "Live for the Night (Danny Avila & Deniz Koyu Remix)"
- Miike Snow – "Pretender (Deniz Koyu Remix)"
- Zedd feat. Matthew Koma – "Spectrum" (Deniz Koyu Remix)
- Junkie XL feat. Isis Salam – "Off The Dancefloor (Deniz Koyu Remix)"
- Fedde Le Grand – "So Much Love (Deniz Koyu Remix)"
- David Guetta Feat. Taped Rai – "Just One Last Time (Deniz Koyu Remix)"
- Digitalism – "Zdarlight (Fedde Le Grand & Deniz Koyu Remix)"
- Kaskade feat. Rebecca & Fiona – "Turn It Down (Deniz Koyu Remix)"
- James Blunt – "Dangerous (Deniz Koyu & Johan Wedel Remix)"
- Flo Rida feat. Akon – "Who Dat Girl (Deniz Koyu Remix)"
- Michael Canitrot & Ron Carroll – "When You Got Love (Deniz Koyu Remix)"
- Jean Elan feat. Cosmo Klein – "Feel Alive (Deniz Koyu Remix)"
- Amloop – "Caminhando E Cantando (Deniz Koyu Remix)"
- Timofey & Bartosz Brenes vs. Terri B! – Heaven (Deniz Koyu Remix)"
- Hype Jones & Alex Sayz – "Never Give Up (Deniz Koyu Remix)"
- John Dahlbäck – "Back to the Dancefloor (Deniz Koyu Remix)"
- Yenson – "My Feeling (Deniz Koyu Remix)"
- Dave Darell – "I Just Wanna Live (Deniz Koyu Remix)"
- Niels van Gogh – "Dreamer (Deniz Koyu & Micha Moor Remix)"
- Capilari & Salvavida – "Oye Como Va (Micha Moor & Deniz Koyu Remix)"
- Guru Da Beat & Tres Amici – "One Love (Deniz Koyu Remix)"
- Yvan & Dan Daniel – "In Heaven (Join Me) (Deniz Koyu Remix)"
- Atrocite – "Temptations (Deniz Koyu Remix)"
- Horny United vs. DJ Sign – "Oohhh (Deniz Koyu Remix)"
- Kid Chris – "South Beach (Micha Moor & Deniz Koyu Remix)"
- Yanou – "A Girl Like You (Deniz Koyu Remix)"
- Jay North feat. Charles Thambi – "Drifting (Deniz Koyu Mix)"
- Atrocite feat. Mque – "Only You (Deniz Koyu Mix)"
- EmSlice & Denga – "So Sexy (Deniz Koyu's Robotsex Remix)"